# Элероны

Работа элеронов при управлении креном. Если продолжать держать элероны отклонёнными в крайнем положении, тогда достаточно манёвренный самолёт начнёт непрерывно вращаться вокруг своей продольной оси

Элеро́ны (от фр. aileron — «крылышко»), или рули́ кре́на, — части крыльев самолёта, служащие для поворотов его вокруг продольной оси, аэродинамические органы управления, симметрично расположенные на задней кромке консолей крыла у самолётов нормальной схемы и самолётов схемы «утка».
Элероны предназначены, в первую очередь, для управления углом крена самолёта, при этом элероны отклоняются дифференциально, то есть в противоположные стороны: для крена самолёта вправо правый элерон поворачивается вверх, а левый — вниз; и наоборот. Принцип действия элеронов состоит в том, что у части крыла, расположенной перед элероном, поднятым вверх, подъёмная сила уменьшается, а у части крыла перед опущенным элероном подъёмная сила увеличивается; создаётся момент силы, изменяющий скорость вращения самолёта вокруг оси, близкой к продольной оси самолёта.

## История
Впервые элероны появились на моноплане, построенном новозеландским изобретателем Ричардом Персом в 1902 году, однако самолёт совершал только очень короткие и неустойчивые полёты. Первым самолётом, совершившим полностью управляемый полёт с использованием элеронов, был 14 Bis, созданный Альберто Сантос-Дюмоном. Ранее элероны заменяла деформация крыла, разработанная братьями Райт.
Управляющую поверхность, комбинирующую элерон и закрылки, называют флаперон (англ. flaperon). Чтобы элероны работали как выпущенные закрылки, их синхронно опускают вниз. Для продолжения возможности управления креном к этому отклонению элеронов добавляется обычное для элеронов дифференциальное отклонение.
Для управления креном у самолётов с данной компоновкой может также применяться руль направления, спойлеры, газовые рули, изменяющийся вектор тяги двигателей, дифференциальное отклонение рулей высоты, изменение центра масс самолёта и прочие методы и их комбинации.

## Побочные эффекты
Один из побочных эффектов действия элеронов — некоторый момент рыскания в противоположном направлении. Другими словами, при желании повернуть направо и использовании элеронов для создания крена вправо самолёт во время увеличения крена может немного повести по рысканию влево. Эффект связан с появлением разницы в лобовом сопротивлении между правой и левой консолью крыла, обусловленной изменением подъёмной силы при отклонении элеронов. Та консоль крыла, у которой элерон отклонён вниз, обладает большим коэффициентом лобового сопротивления, чем другая консоль крыла. В современных системах управления самолётом данный побочный эффект минимизируют различными способами. Например, для создания крена элероны отклоняют также в противоположном направлении, но на разные углы.
На скоростных самолётах с крылом большого удлинения может проявляться эффект реверса элеронов — из-за маневренной нагрузки, возникающей при отклонении элерона, расположенного близко к законцовке крыла, крыло закручивается и угол атаки на нём изменяется, что может нивелировать эффект от отклонения элерона, а то и вовсе дать обратный. Например, при отклонении элерона вниз (для увеличения подъёмной силы полукрыла) на заднюю кромку крыла действует сила, направленная вверх, крыло закручивается вперёд и угол атаки на нём уменьшается, что снижает подъёмную силу. Таким образом, действие элерона на крыле при реверсе напоминает действие триммера на элероне или руле. В той или иной степени реверс элеронов проявлялся на многих скоростных самолётах (в частности, на Ту-134), а на Ту-22 из-за этого эффекта максимальное число Маха было ограничено до 1,4. Наиболее распространённые методы предотвращения реверса элеронов — использование элеронов-интерцепторов (интерцепторы расположены ближе к центру хорды крыла и при выпуске почти не вызывают его закручивания) либо установка ближе к центроплану дополнительных элеронов, при этом внешние (расположенные близко к законцовкам) элероны, необходимые для эффективного управления на малых скоростях, отключаются при больших скоростях и поперечное управление идёт за счёт внутренних элеронов, не дающих реверса за счёт большой жёсткости крыла в районе центроплана.